# Marius Lundemo
Marius Lundemo (Bærum, 11 aprile 1994) è un calciatore norvegese, centrocampista del Valur.

## Carriera

### Club
Lundemo ha cominciato la carriera con la maglia del Bærum. Ha contribuito alla promozione nella 1. divisjon, arrivata attraverso la vittoria del campionato 2011. Ha esordito in 1. divisjon in data 9 aprile 2012, partita pareggiata per 3-3 contro il Bodø/Glimt e in cui trovò la via del gol. A fine stagione, il Bærum ha fatto ritorno nella 2. divisjon, con Lundemo che è rimasto in forza al club per un'ulteriore annata, culminata con un'immediata promozione.
Il 25 novembre 2013 ha firmato ufficialmente per il Lillestrøm, con il trasferimento che sarebbe stato effettivo a partire dalla riapertura del mercato in data 1º gennaio 2014: si è legato al nuovo club un contratto triennale. Il 29 marzo successivo ha esordito nell'Eliteserien: è stato titolare nel pareggio per 1-1 sul campo dell'Haugesund. L'11 maggio ha realizzato la prima rete nella massima divisione locale, nella vittoria per 0-2 sul campo dell'Odd.
Il 20 dicembre 2016 è stato ufficialmente presentato come nuovo calciatore del Rosenborg: il giocatore si è legato al nuovo club con un contratto quadriennale, valido a partire dal 1º gennaio 2017, data di riapertura del calciomercato locale.
Il 23 luglio 2020 è stato reso noto il suo passaggio ai ciprioti dell'APOEL: il trasferimento sarebbe stato ratificato il 1º agosto, col calciatore che ha firmato un contratto biennale col nuovo club.
Il 28 luglio 2022 ha fatto ritorno al Lillestrøm, con un contratto valido fino al 31 dicembre 2023. Al termine dell'accordo, è rimasto svincolato; in data 4 gennaio 2024, però, lo stesso club ha ufficializzato di essere in trattativa per un rinnovo.
L'8 marzo 2024 ha quindi firmato un nuovo contratto annuale con il club.
Il 10 marzo 2025 è passato ufficialmente agli islandesi del Valur.

### Nazionale
Lundemo ha rappresentato la Norvegia a livello Under-17, Under-18 e Under-19. Il 22 maggio 2014 è stato convocato dal nuovo commissario tecnico della Nazionale Under-21 Leif Gunnar Smerud in vista della partita valida per le qualificazioni all'Europeo di categoria 2015 contro l'Azerbaigian under 21, in sostituzione dell'infortunato Markus Henriksen. Il 1º giugno è subentrato allora ad Elbasan Rashani nella vittoria per 0-1 sul campo degli azeri.

## Statistiche

### Presenze e reti nei club
Statistiche aggiornate al 10 marzo 2025.
| Stagione          | Club              | Campionato        | Campionato | Campionato | Coppe nazionali | Coppe nazionali | Coppe nazionali | Coppe continentali | Coppe continentali | Coppe continentali | Supercoppe | Supercoppe | Supercoppe | Totale | Totale |
| Stagione          | Club              | Comp              | Pres       | Reti       | Comp            | Pres            | Reti            | Comp               | Pres               | Reti               | Comp       | Pres       | Reti       | Pres   | Reti   |
| ----------------- | ----------------- | ----------------- | ---------- | ---------- | --------------- | --------------- | --------------- | ------------------ | ------------------ | ------------------ | ---------- | ---------- | ---------- | ------ | ------ |
| 2010              | Bærum             | 2D                | ?          | ?          | CN              | ?               | ?               | -                  | -                  | -                  | -          | -          | -          | ?      | ?      |
| 2011              | Bærum             | 2D                | ?          | ?          | CN              | ?               | ?               | -                  | -                  | -                  | -          | -          | -          | ?      | ?      |
| 2012              | Bærum             | 1D                | 9          | 1          | CN              | 2               | 0               | -                  | -                  | -                  | -          | -          | -          | 11     | 1      |
| 2013              | Bærum             | 2D                | ?          | ?          | CN              | ?               | ?               | -                  | -                  | -                  | -          | -          | -          | ?      | ?      |
| Totale Bærum      | Totale Bærum      | Totale Bærum      | 9+         | 1+         |                 | 2+              | 0+              |                    | -                  | -                  |            | -          | -          | 11+    | 1+     |
| 2014              | Lillestrøm        | ES                | 26         | 2          | CN              | 3               | 0               | -                  | -                  | -                  | -          | -          | -          | 29     | 2      |
| 2015              | Lillestrøm        | ES                | 15         | 1          | CN              | 0               | 0               | -                  | -                  | -                  | -          | -          | -          | 15     | 1      |
| 2016              | Lillestrøm        | ES                | 19         | 2          | CN              | 2               | 0               | -                  | -                  | -                  | -          | -          | -          | 21     | 2      |
| 2017              | Rosenborg         | ES                | 18         | 0          | CN              | 4               | 0               | UCL                | 1+4                | 0                  | SN         | 0          | 0          | 27     | 0      |
| 2018              | Rosenborg         | ES                | 16         | 2          | CN              | 2               | 1               | UCL+UEL            | 4+7                | 0                  | SN         | 0          | 0          | 29     | 3      |
| 2019              | Rosenborg         | ES                | 22         | 1          | CN              | 1               | 0               | UCL+UEL            | 7+6                | 0                  | -          | -          | -          | 36     | 1      |
| gen.-lug. 2020    | Rosenborg         | ES                | 8          | 1          | CN              | 0               | 0               | UEL                | -                  | -                  | -          | -          | -          | 8      | 1      |
| Totale Rosenborg  | Totale Rosenborg  | Totale Rosenborg  | 64         | 4          |                 | 7               | 1               |                    | 12+17              | 0                  |            | 0          | 0          | 100    | 5      |
| 2020-2021         | APOEL             | A                 | 27         | 1          | CC              | 5               | 0               | UEL                | 2                  | 0                  | -          | -          | -          | 34     | 1      |
| 2021-2022         | APOEL             | A                 | 12         | 0          | CC              | 2               | 0               | -                  | -                  | -                  | -          | -          | -          | 14     | 0      |
| Totale APOEL      | Totale APOEL      | Totale APOEL      | 39         | 1          |                 | 7               | 0               |                    | 2                  | 0                  |            | -          | -          | 48     | 1      |
| ago.-dic. 2022    | Lillestrøm        | ES                | 3          | 0          | CN              | 0               | 0               | UECL               | 2                  | 0                  | -          | -          | -          | 5      | 0      |
| 2023              | Lillestrøm        | ES                | 16         | 0          | CN              | 0               | 0               | -                  | -                  | -                  | -          | -          | -          | 16     | 0      |
| 2024              | Lillestrøm        | ES                | 20         | 2          | CN              | 2               | 1               | -                  | -                  | -                  | -          | -          | -          | 22     | 3      |
| Totale Lillestrøm | Totale Lillestrøm | Totale Lillestrøm | 99         | 7          |                 | 7               | 1               |                    | 2                  | 0                  |            | -          | -          | 108    | 8      |
| 2025              | Valur             | UD                | 0          | 0          | CI              | 0               | 0               | UECL               | 0                  | 0                  | -          | -          | -          | 0      | 0      |
| Totale            | Totale            | Totale            | 211+       | 12+        |                 | 21+             | 2+              |                    | 33                 | 0                  |            | 0          | 0          | 265+   | 14+    |

## Palmares

### Club

#### Competizioni nazionali
- Supercoppa di Norvegia: 1

Rosenborg: 2017
- Campionato norvegese: 2

Rosenborg: 2017, 2018
- Coppa di Norvegia: 1

Rosenborg: 2018
- Coppa di Lega islandese: 1

Valur: 2025